# Seripona
Seripona ist eine Ortschaft im Departamento Chuquisaca im südamerikanischen Andenstaat Bolivien.

## Lage im Nahraum
Seripona liegt in der Provinz Jaime Zudáñez und ist eine Ortschaft im Municipio Mojocoya. Die Ortschaft liegt auf einer Höhe von 1240 m an der Mündung des Río Seripona in den Río Grande. Seripona ist Sitz der Bildungseinrichtung „Unidad Educativa Aniceto Arce“.

## Geographie
Seripona liegt im Übergangsbereich zwischen der Anden-Gebirgskette der Cordillera Central und dem bolivianischen Tiefland. Das Klima der Talregion ist subtropisch und semihumid.
Die Jahresdurchschnittstemperatur der Ortschaft liegt bei knapp 25 °C, die monatlichen Durchschnittswerte schwanken zwischen 21 °C im Juni/Juli und knapp 27 °C von November bis Januar (siehe Klimadiagramm Masicurí). Der jährliche Niederschlag beträgt knapp 800 mm, in der Trockenzeit von Mai bis September fallen monatlich im langjährigen Durchschnitt höchstens 30 mm, während in der viermonatigen Feuchtezeit von Dezember bis März Werte deutlich über 100 mm erreicht werden.

## Verkehrsnetz
Seripona liegt in einer Entfernung von 241 Straßenkilometern nordöstlich von Sucre, der Hauptstadt des Departamentos.
Von Sucre aus führt die insgesamt 976 Kilometer lange Nationalstraße Ruta 6 in östlicher Richtung über Zudáñez nach Tomina und weiter ins bolivianische Tiefland zur Millionenstadt Santa Cruz. Dreizehn Kilometer hinter Zudáñez biegt eine unbefestigte Landstraße in nördlicher Richtung ab, erreicht nach 49 Kilometern Redención Pampa. Von dort aus folgt man nach Nordwesten der Straße Richtung Mojocoya, biegt nach viereinhalb Kilometern nach Norden ab und erreicht nach weiteren 37 Kilometern vorbei an San Lorenzo und Quivale die Ortschaft Seripona.

## Bevölkerung
Die Einwohnerzahl der Ortschaft ist in dem Jahrzehnt zwischen den beiden letzten Volkszählungen leicht zurückgegangen:
| Jahr | Einwohner         | Quelle       |
| ---- | ----------------- | ------------ |
| 1992 | keine Detaildaten | Volkszählung |
| 2001 | 107               | Volkszählung |
| 2012 | 96                | Volkszählung |
| 2024 |                   | Volkszählung |

Die Region weist einen hohen Anteil an Quechua-Bevölkerung auf, im Municipio Mojocoya sprechen 95,9 Prozent der Bevölkerung Quechua.